# Pochytoides
Genre
Synonymes
- Pochytoides Berland & Millot, 1941

Pochytoides est un genre d'araignées aranéomorphes de la famille des Salticidae.

## Distribution
Les espèces de ce genre se rencontrent en Guinée et en Côte d'Ivoire.

## Liste des espèces
Selon World Spider Catalog (version 23.5, 26/10/2022) :
- Pochytoides lamottei (Wesołowska, 2018)
- Pochytoides mirabilis Wesołowska & Russell-Smith, 2022
- Pochytoides monticola (Wesołowska, 2018)
- Pochytoides obstipa (Wesołowska, 2018)
- Pochytoides patellaris (Wesołowska, 2018)
- Pochytoides perezi (Berland & Millot, 1941)
- Pochytoides poissoni (Berland & Millot, 1941)
- Pochytoides securis (Wesołowska, 2018)
- Pochytoides spinigera (Wesołowska, 2018)
- Pochytoides tonkoui Wesołowska & Russell-Smith, 2022
- Pochytoides tournieri Wesołowska & Russell-Smith, 2022

## Systématique et taxinomie
Ce genre a été décrit, de manière invalide car sans espèce type, comme un sous-genre de Pochyta par Berland et Millot en 1941, élevé au rang de genre par Wesołowska en 2018 puis validé par Wesołowska en 2020.

## Publication originale
- Wesołowska, 2020 : « Authorship of the generic name Pochytoides (Araneae, Salticidae). » Bionomina, vol. 18, no 1, p. 56.